# Samuel Birch
Pour les articles homonymes, voir Birch.
Samuel Birch (3 novembre 1813 - 27 décembre 1885) est un égyptologue anglais.

## Biographie
Intéressé très jeune par les travaux de Champollion et de Young, il entre au British Museum en 1836 où il termine sa carrière comme conservateur des Antiquités orientales de 1866 à 1885.
Il effectue le catalogage des monnaies chinoises puis est chargé d'organiser les antiquités égyptiennes. Ayant une parfaite connaissance des hiéroglyphes, il est membre correspondant de l'Institut de correspondance archéologique de Rome dès 1839 et introduit en Grande-Bretagne les théories de Champollion et Young. Il fait alors publier les papyri et obtient qu'ils passent du département des manuscrits à celui des antiquités.
Responsable du Département des antiquités orientales de sa création en 1866 jusqu'en 1885, il devient un expert reconnu dans toute l'Europe. Un des pionniers de la muséologie scientifique, on lui doit de très nombreuses publications dont le premier dictionnaire d'égyptien.
Fondateur avec Joseph Bonomi de la Society of Biblical Archaeology (1870), il en devient le premier président.
Bien que n'ayant jamais été en Égypte, il publie 305 ouvrages et articles sur le Proche et l'Extrême-Orient.

## Publications
- Explanation of the Hieroglyphics on the Coffin of Mycerinus, 1838 ;
- Introduction to the Study of Egyptian Hieroglyphics, 1857 ;
- History of Ancient Pottery : Egyptian, Assyrian, and Greek, vol. 1 & 2, Londres, John Murray, 1858 ;
- Egyptian Dictionary, 1867.